# Севрюки
Севрюки (сиврюки, реже севруки, позже саяны) — потомки северян, в Московском государстве с конца XVI века считались служилым сословием из Северской земли.
Севрюки проживали в бассейне рек Десны, Сейма, Ворсклы, Сулы, Быстрой Сосны, Оскола и Северского Донца. Упоминаются в письменных источниках с конца XV века до XVII века.
В XVI веке считались представителями (древне)русской народности. Севрюки последний раз упоминаются в конце XVI — начале XVII веков в эпоху Смутного времени, когда они поддержали восстание Болотникова, так, что война эта довольно часто называлась «севрюковской».
После Смутного времени имя севрюков практически исчезает из истории.

## Территория

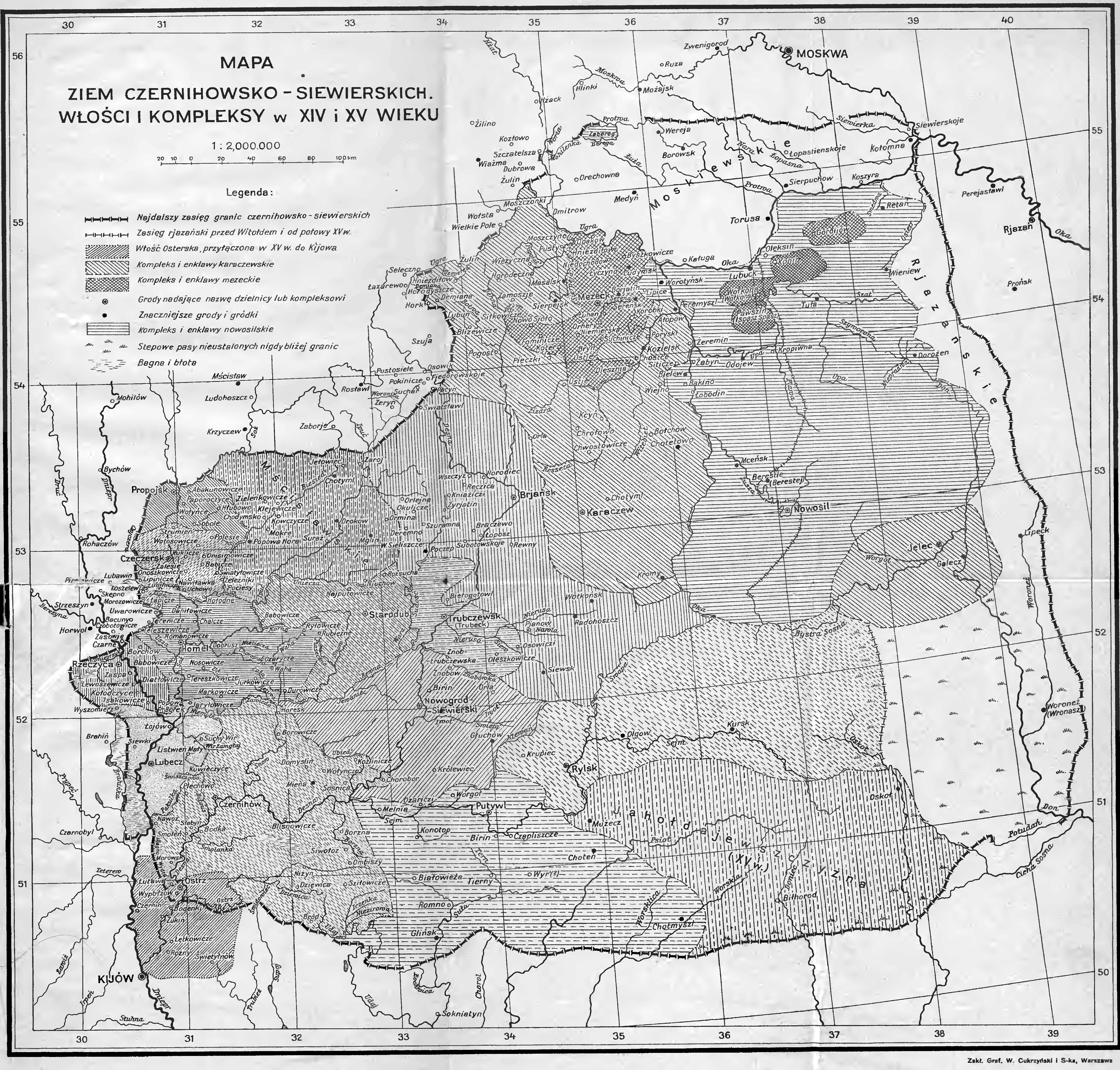
Оригинал. Mapa Ziem Czernihowsko-Siewierskie wlosci i kompleksy w XIV i XV wieku

К Северщине в разное время (географически и этнически) относились такие города-крепости, как Чернигов, Новгород-Северский (возможно два этих города исторически являлись центрами Северской земли), Севск, Стародуб, Комаричи, Брянск, Козельск, Трубчевск, Глухов, Рыльск, Путивль, Полтава, Глинск, Недригайлов, Хотмыжск, Курск, Гомель.
Границы Северской земли (и её производных — Черниговского, Новгород-Северского и Курского княжеств) никогда не были постоянными. Одно время территория Черниговского княжества захватывала даже подмосковную Коломну, гранича с Рязанским княжеством, которое являлось его вассалом. В стародавние века северяне находились между двумя племенами — полянами на западе и вятичами на северо-востоке.
В XV веке севрюки, благодаря своей стабильной миграции, начинают активно заселять обезлюдевшие после золотоордынского разорения южные земли Руси (России) — находившегося тогда в вассальной зависимости от Литвы Новосильского княжества.

## Название
По мнению большинства исследователей, термин севрюк происходит от названия одного из славянских племенных образований — северян, и образуется в результате снижения продуктивности суффикса -яни/-ани. В XIV—XV веках на юге восточнославянской территории фиксируется рассматриваемый этноним с украинским уменьшительным суффиксом -ук/-юк/-як, восходящий к уменьшительно-ласкательному и, по совместительству, трудовому суффиксу.
Согласно тюркской гипотезе название «севруки-севрюки» вероятно произошло от этнонима «сабар/сибер/сувар/север» откуда впоследствии от древнего «север» произошёл этноним «северяне». (Хайдаров А. А., Набиев Р. Ф. и др. Древний Сувар. Казань, 2009).
Согласно славянской гипотезе и этимологическому словарю, название племени происходит от слова «север»: се́вер род. п. -а, диал. си́вер «северный ветер», арханг. (Подв.), тобольский диалект татар на Иртыше между Тобольском и бывш. Тюменским уездом (ЖСт., 1899, вып. 4, страница 509), украинский сíвер «холод», древнерусский, старославянский сѣверъ (Остром., Супр.), болгарский се́вер, сербохорватский сjе̏ве̑р, словенский sẹ́ver, чешский, словацкий sever, др.-чеш. sěver.
Родственно литовский šiaurỹs, вин. šiáurį, «северный ветер», šiáurė «север», šiaurùs «суровый, пронизывающий до костей (ветер)» (*ḱēur-), латинский caurus «северо-восточный ветер», готский skūrа windis «ураганный ветер», древневерхненемецкий scûr «ливень»; смотри Траутман, ВSW 303 и сл.; И. Шмидт, KSchlBeitr. 6, 149; Мейе, ét. 410; ВSL 25, 175; Мейе — Эрну 191 и сл.; Вальде — Гофм. 1, 190; Буга, РФВ 67, 245; Торп 466 и сл.; Зубатый, AfslPh 13, 623 и сл.; Фасмер, Baudouinowi dе Соurtеnау 81. Сюда же Сѣверъ — область племени северян (Пов. врем. лет, часто), неподалёку от Чернигова, а также болгарский племенное название Σέβερεις в Мизии (Феофан 359; Нидерле, Slov. Star. 2, 2, 407). Этот этноним не имеет ничего общего с названием восточных саваров (Птолем.), вопреки Шафарику (Slav. Alt. I, 212), Маркварту (UJb. 4, 270 и сл.), Первольфу (AfslPh 7, 604), Файсту (WuS 11, 31), Туулио (Stud. Orient. 6, 148). До того, как восточные славяне распространились через Белоруссию до Новгорода, северяне были самым северным у них племенем.
В таком случае название сивер + юк, что крайне типично для украинского образования после 14 века. Этимологически же украинские фамильярные суффиксы «-ук / -юк» происходят от деепричастий как, к примеру, укр. «могутній» (могущественный) обозначало исполнителя действия в праславянском языке *gorentjь = *gorontjь (укр. горячий = горючий). В свою очередь носовые «эн» и «он», дали *gorENtjь = gorONtjь, en — я, on — у/ю. В то же время добавился уменьшительный суффикс др.-рус. -ъкъ- это выглядело следующим образом: *gorEN + ъкъ = gorON +ъкъ. Со временем носовые гласные перешли в «я» и «у/ю» что дало др.-рус. «горякъ», которое равнозначное к «горюкъ/горукъ». Эти суффиксы поначалу обозначали буквально младшего в исполнении действия, это хорошо видно в случаях с профессиями: бондар — бондарюк (бочник — бочечник) откуда этот суффикс, потеряв значение действия, перешёл на имена личные (Назар — Назарюк) и на названия людей по местности, как укр. волиняк, подолюк, и туда же «сиверюк». В случае с именами личными это дало началу фамильярному суффиксу, что очень ярко выражено в таких украинских фамилиях, как: Кухарук, Максимюк, Шевчук, Тарасюк, Зализняк, Подоляк, и по сей день.

## Теория о происхождении
На преемственную связь населения XV—XVI веков с древнейшим населением Северской земли — северянами указывают советские исследователи В. В. Мавродин, Б. А. Рыбаков, Г. Н. Анпилогов.
По мнению архивиста РГАДА, аспиранта Юго-Западного государственного университета г. Курска — А. С. Ракитина, севрюки — «несостоявшийся восточнославянский народ, наравне со словенами (новгородцами)».
По современной околонаучной гипотезе севрюки представляют собой потомков гуннов-сабаров-северов. Имеется единичное упоминание об их родстве с уграми.

## История

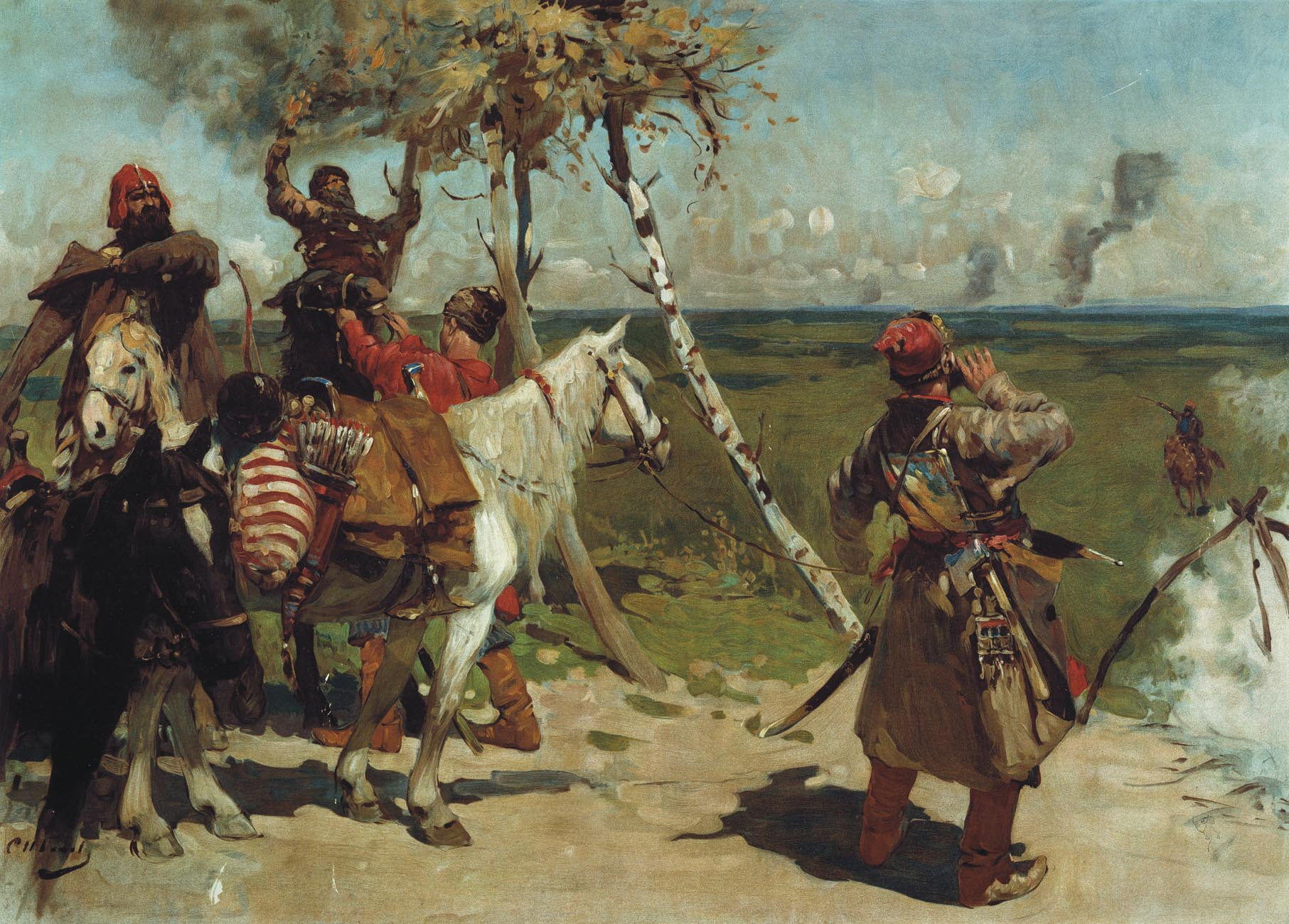
С. В. Иванов. На сторожевой границе Московского государства. 1907

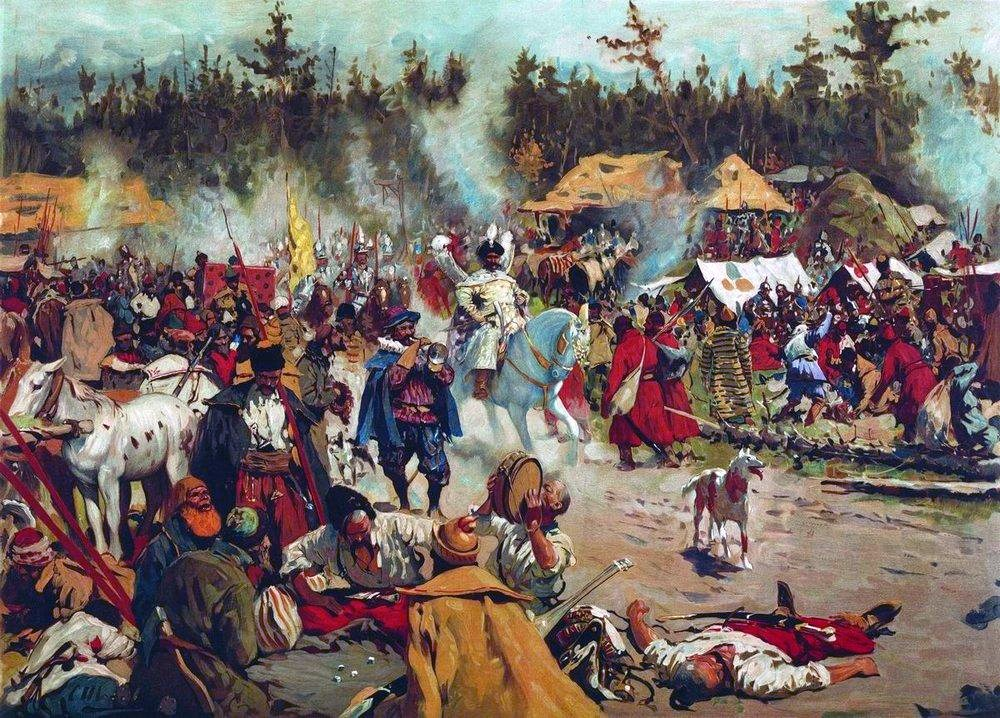
С. В. Иванов. В смутное время. 1909

Знаток курской старины, писатель и историк Е. Л. Марков писал о них: 
Постоянная жизнь на пустынных рубежах земли русской, среди глухих лесов и болот, вечно настороже от воровских людей, вечно на коне или в засаде с ружьём или луком за спиною, с мечом в руке, постоянные схватки с степными хищниками, ежедневный риск своей головой, своей свободой, всем своим нажитком, выработали в течение времени из севрюка такого же вора и хищника своего рода, незаменимого в борьбе с иноплеменными ворами и хищниками, все сноровки которых им были известны, как свои собственные.
В 1380 году на юго-востоке Северской земли сыном Мамая Мансуром-Киятом было основано княжество Мансура, которое в 1392 году вошло в состав великого княжества Литовского. Потомки Мансура вероятно стали князьями Глинскими. В XV веке на землях нынешнего Старооскольского района Белгородской области обосновались татары Яголдая, которые перешли на службу Великому княжеству Литовскому. Во второй половине XIV века Великий князь Литовский Витовт подарил Глинск Лексаде (Алексе) Мансуровичу. Наиболее раннее из сохранившихся письменных упоминаний о Глинске датируется 1320 годом, что говорит о присутствии здесь славянского населения.
В XIV—XV веках севрюки постоянно соприкасались с ордынскими, а потом с крымскими и ногайскими татарами; с Литвой и Московией. Будучи местными жителями и ведя казацкий образ жизни, они знали местность, как свои пять пальцев. Московские и литовские власти охотно нанимали севрюков на охрану южных рубежей, как хороших воинов. В то же время, обладая свободолюбивым нравом, они были не всегда удобны, так как могли отказаться от выполнения воинских обязанностей, противоречивших их убеждениям.
При Василии III в 1515 году Азовские и Белгородские (Днестровские) казаки, прежние «беловежцы», в первой половине XVI века после многих скитаний переселились в Северские земли, где стали известны под именем путивльских или белгородских «станичников» и под общим названием северских казаков или «севрюков».
В 1549 году севрюки упоминаются ногайским князем Юсуфом, который в жалобе Ивану Грозному писал: «наши люди ходили в Москву с торгом, и как шли назад, ваши казаки и севрюки их побили».
В XVI веке происходит заселение юго-востока Северщины выходцами с правобережной Украины («черкасами») и из Московского государства («московитами»), толчком к нему послужила организация сторожевой службы и строительство Белгородской черты, на которой были основаны города-крепости Валуйки и Оскол (1593), а также Белгород (1596). Населением этой черты были т. н. оскольские казаки.

В 1658 году боярин Б. М. Хитрово сообщал казацким старшинам, что из приграничных брянского, карачевского, рыльского и путивльского уездов: 
…крестьяне, живущие в имениях вотчинников и помещиков, и холопы бегают в Малороссию, потом приходят оттуда на прежнее жительство толпами, подговаривают к побегу с собой других крестьян и холопов, и нередко отмщают своим господам, если прежде были ими недовольны: набегают на их дома, сожигают их, убивают хозяев и их семейства; иногда они запирали господ в домах, закапывали дома со всех сторон землёй, и так оставляли жильцов умирать голодною смертью.
Севрюки последний раз упоминаются в конце XVI — начале XVII веков в эпоху Смутного времени, когда они поддержали восстание Болотникова, так, что война эта довольно часто называлась «севрюковской». На что московские власти отвечали карательными операциями, вплоть до разгрома некоторых волостей. После завершения смуты севрюкские города Севск, Курск, Рыльск и Путивль подверглись колонизации из Центральной России.
После раздела Северщины по соглашениям Деулинского перемирия (1619), между Московией и Речью Посполитой имя севрюков практически исчезает с исторической арены. Практически — но не полностью. Западная Северщина подвергается активной украинской экспансии (козацкой колонизации), северо-восточная (московская) заселяется служилыми людьми и крепостными из Великороссии. Возможно, поэтому до сих пор в городе Глухове (одном из городов Северщины, ныне Сумская область Украины) существует поговорка «украинцы Глухова — лишь наполовину украинцы».
Как представители служилого люда (казаки) Севрюки упоминаются ещё в XVII веке. Большая часть из них перешла в положение крестьянства, некоторые влились в запорожское казачество. Остальные переселились на Нижний Дон, дав диалектическую и антропологическую основу Низовым Донцам. Стоит заметить и тот факт, что севрюки Киевского и других украинских уездов смешались с Запорожскими казаками, чем вызвано отождествление, встречающееся в некоторой литературе запорожцев и севрюков (Савельев, Яворницкий). Так, в «Истории Запорожских Казаков» Д. И. Яворницкий пишет:
Кроме своевольных людей немалые беды причиняют войску запорожскому и жители Новобогородицкой и Новосергиевской крепостей. Они, с позволения своего воеводы и сотника, с многолюдством врываются во внутрь запорожской паланки; пасеки запорожские разоряют; товариство и севрюков избивают (одного севрюка совсем утопили); козаков на обыкновенную добычь не допускают, а «на остатокъ сего лѣта, паланку спаливши, севрюковъ разогнали, несносно пустошь внутрь самого угодья, яко сами хотятъ, чинятъ».
Тем не менее в период Смоленской войны 1632—1634 годов в исторических документах упоминаются ещё воевавшие в составе московского войска «даточные казаки Комарицкой волости» (осадная служба в Севске), «казаки Северской походной рати» и «охочие люди Комарицкой волости», среди которых выделяются сотник Гришка Дядин и есаул Найдёнка Харламов.
Из местного населения (севрюков) главным образом были сформированы Черниговский и Стародубский казачьи полки, а также Недригайловская и Деркачевская сотни Сумского слободского казачьего полка.